# Copestylum scintillans
Copestylum scintillans är en tvåvingeart som först beskrevs av Hull 1949.  Copestylum scintillans ingår i släktet Copestylum och familjen blomflugor.
Artens utbredningsområde är Peru. Inga underarter finns listade i Catalogue of Life.